# تنبو شرقی
تنبو شرقی روستای کوچکی از توابع بخش کوشکنار شهرستان پارسیان در استان هرمزگان واقع در جنوب ایران. این روستای در ۵ کیلومتری روستای اکابر واقع شده‌است.

## محدوده تنبو شرقی
از شمال سهوه غربی، از جنوب کوه، از مغرب تنبو غربی، و از سمت مشرق به فوارس محدود می‌گردد.

## جمعیت
دارای ۲۵ خانوار و ۱۰۰ نفر جمعیت می‌باشد. دارای مسجد، آب‌انبار (برکه)، خانه بهداشت، و دبستان می‌باشد.

## امرار معاش
اهالی روستا از طریق صید، ماهی‌گیری و کشاورزی و دامداری امرار معاش می‌کنند.
| إمارات عربية على الساحل الشرقي للخليج |
| امارة القواسم• امارة المرازيق• امارة آل علی•امارة العبادلة•امارة آل نصوري•امارة آل حرم•امارة الحمادي•امارة بني بشر•امارة الدواسر•امارة آل كنده• امارة العباسيين•منطقة بر فارس |